# Реакція Етара
Реакція Етара (англ. Etard reaction) — окиснення метильної групи в альдегідну в ароматичних сполуках під дією хромілхлориду CrO2Cl2.
Реакцію зазвичай проводять протягом декількох днів до декількох тижнів, а виходи високі
Механізм реакції включає [2,3]-сигматропне перегрупування: